# Parafia św. Maksymiliana Kolbego w Jelczu-Laskowicach
Parafia św. Maksymiliana Kolbego w Jelczu-Laskowicach – parafia rzymskokatolicka  znajduje się w dekanacie Jelcz-Laskowice w archidiecezji wrocławskiej.
Erygowana w 27 czerwca 1992 na mocy dekretu ks. kardynała Henryka Gulbinowicza. Jest aktualną siedzibą Urzędu Dziekańskiego dekanatu Jelcz - Laskowice, największą i najmłodszą parafią tego dekanatu. Powstała z podziału parafii św. Stanisława Biskupa i Męczennika w Jelczu - Laskowicach. Świątynię parafialną w dniu 27 września 2009 uroczyście poświęcił metropolita wrocławski ks. arcybiskup Marian Gołębiewski.

## Grupy parafialne
Żywy Różaniec, Grupa Biblijno-Modlitewna, Ruch "Światło-Życie": Domowy Kościół, Oaza Młodzieżowa, Oaza Dorosłych, Eucharystyczny Ruch Młodych, Lektorzy, Ministranci, Schola Młodzieżowa i Dziecięca, Grupa Modlitewna św. Ojca Pio, Honorowi Dawcy Krwi, Grupa Abstynencka AA, Duszpasterstwo ZS Strzelec JS 3003.